# Зібрання скульптури (Дрезден)

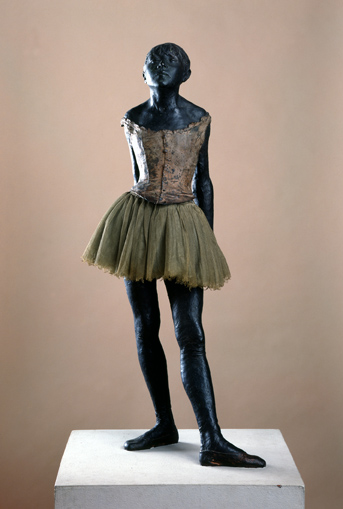
Едгар Дега. Маленька танцюристка

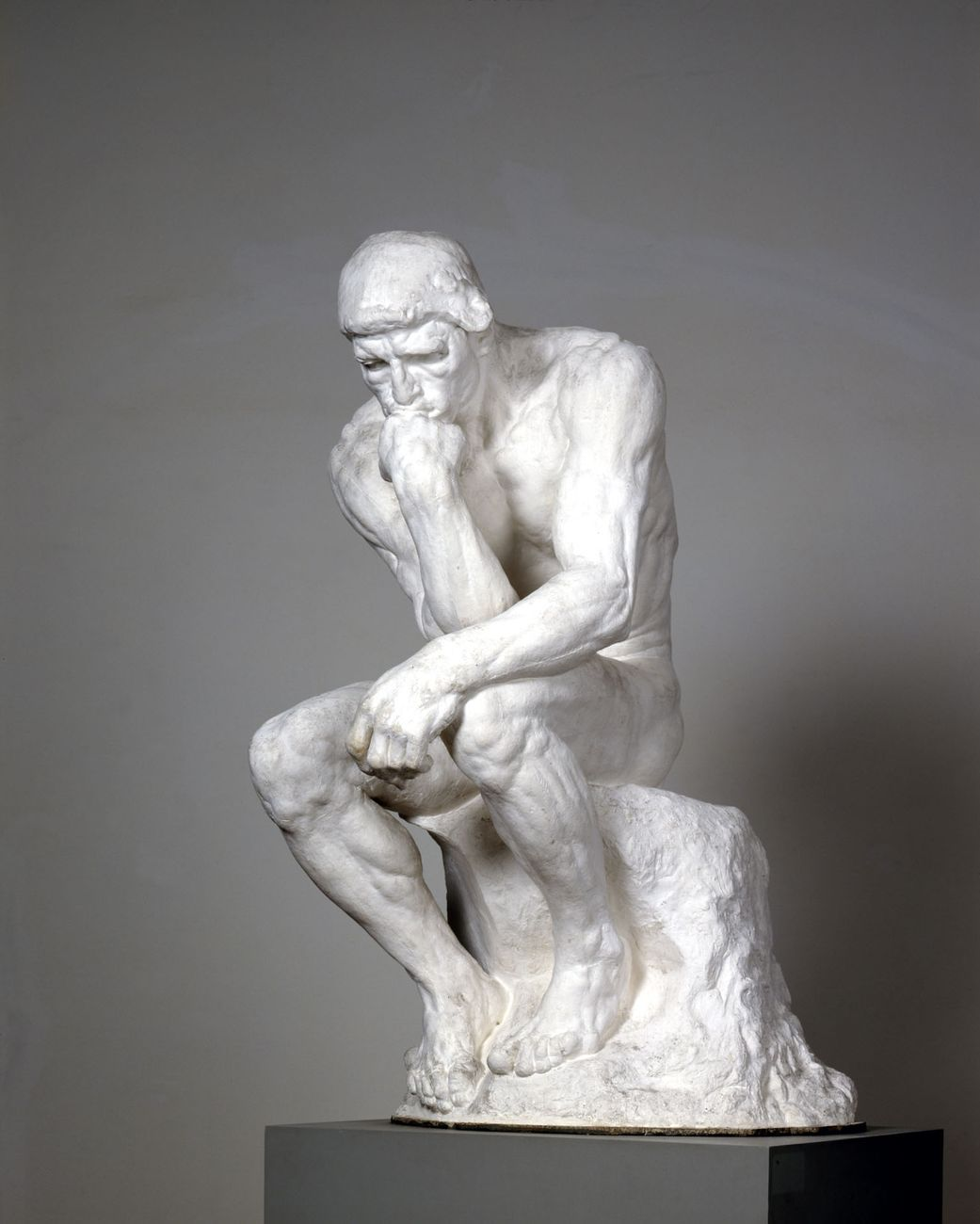
Огюст Роден. Мислитель

Зібрання скульптури (нім. Skulpturensammlung) в Дрездені є колекцією витворів образотворчого мистецтва з п'яти тисячоліть. Колекції античної скульптури вважаються найзначнішими поза межами Італії. Музей входить до складу Державних художніх колекцій Дрездена. З 1894 року перебуває в Альбертинумі.

## Колекція
У музеї зберігаються скульптури епох античності, ренесансу, бароко, експресіонізму і сучасності. Серед них — роботи Поліклета, Джованні Джамболоньї, Бальтазара Пермозера («Хронос»), Едгара Дега («Чотирнадцятирічна танцівниця»), Огюста Родена («Мислитель», «Людина із зламаним носом», «П'єр де В'єссан»), Макса Клінгера («Нова Соломія», «Спляча»), Вільгельма Лембрука, Германа Глекнера, Еміля Чиміотті.
Частиною колекції є копії античних скульптур, що належали дрезденському придворному художникові Антону Рафаелю Менгсу. В майбутньому планується переміщення античної колекції до Земпербау при Цвінгері (Semperbau), що було свого часу задумкою архітектора Готфріда Земпера. Нині деякі обрані експонати можна побачити в публічному сховищі Альбертинума.

## Історія
Історія Зібрання скульптури пов'язана з дрезденською кунсткамерою, заснованою ще в 1560 році. Окрему «колекцію античної і сучасної скульптури» було створено за часів правління Августа Сильного (1670—1733). Наступний період розквіту настав у 1882 році під керівництвом археолога Георга Трея (1843—1921). Будівля колишнього цейхгаузу на Терасі Бриля (нині: Альбертинум) була реконструйована, після чого в 1889 році сюди перемістилася антична колекція. Трей продовжив традицію протиставлення мистецтва античності і сучасності. Уперше для німецького музею були придбані роботи Огюста Родена, а також Макса Клінгера і Костянтина Меньє. Розширюючись за рахунок творів сучасності, дрезденські збори завоювали славу одного з найкращих музеїв скульптури. Альбертинум Трея послужив зразком для Музею витончених мистецтв в Москві (нині — Державний музей образотворчих мистецтв імені О. С. Пушкіна). Листування між його засновником Іваном Цветаєвим і Георгом Треєм тривала понад 20 років. «Я буду щасливий, якщо нам вдасться влаштувати в Москві ein kleines Albertinum» (нім. «маленький Альбертинум») — писав Цветаєв в 1895 році.
Як і багато інших музеїв Німеччини, Збори скульптури зазнали втрат у рамках акції «Дегенеративне мистецтво». Серед конфіскованих робіт були скульптури Ернста Барлаха, Людвіга Годеншвега, Бернхарда Гетгера, Ойгена Хоффманна і Ернесто де Фіорі.
Попри те, що будівля Альбертинума була частково зруйнована в лютому 1945 року, колекції музею майже не постраждали, за винятком великих гіпсових скульптур. Збори було практично повністю вивезено в Радянський Союз і повернено в 1958 році.

## Ресурси Інтернету
- Вікісховище має мультимедійні дані за темою: Зібрання скульптури (Дрезден)
- Die Skulpturensammlung [Архівовано 5 лютого 2017 у Wayback Machine.] bei den Staatlichen Kunstsammlungen Dresden
- Staatliche Kunstsammlungen Dresden
- Die Skulpturensammlung bei www.dresden-und-sachsen.de
- Freundeskreis der Skulpturensammlung [Архівовано 6 жовтня 2016 у Wayback Machine.]